# تشان سيو كوان
فيليب تشان سيو كوان (بالصينية: 陳肇鈞) (و. 1992  م) هو لاعب كرة قدم، من جمهورية الصين الشعبية، ولد في هونغ كونغ، يلعب كلاعب وسط.

## التعليم
تعلم في جامعة هونغ كونغ.

## روابط خارجية
- فيليب تشن على موقع ناشيونال فوتبول تيمز (الإنجليزية)
- فيليب تشن على موقع Soccerway.com (الإنجليزية)